# Hieracium diaphanoides
Hieracium diaphanoides es una especie de planta con flor del género Hieracium, de la familia Asteraceae, orden Asterales.

## Distribución
Hieracium diaphanoides se distribuye por Austria, Estados Bálticos, Bielorrusia, Checoslovaquia, Dinamarca, Rusia, Finlandia, Francia, Alemania, Gran Bretaña, Grecia, Hungría, Italia, Países Bajos, Noruega, Polonia, Rumania, Suecia, Suiza, Turquía, Ucrania, Siberia Occidental y Yugoslavia.

## Taxonomía
Fue descrita científicamente por Lindeb. Fue publicada en Bot. Not.